# Giovanni Battista degli Antonii
Giovanni Battista degli Antonii  (* 24. Juni 1636 in Bologna; † 1698 ebenda) war ein italienischer Komponist der Bologneser Schule des Barock.

## Leben und Wirken
Giovanni Battista degli Antonii war Sohn eines Posaunisten an der Basilika San Petronio und ein Bruder des Musikers Pietro degli Antonii. Seine musikalische Ausbildung erhielt er vom Vater und möglicherweise von Giacomo Maria Predieri (1611–1695). Eine erste Anstellung hatte er als Posaunist beim Concerto Palatino, wo er bis 1675 tätig war. Gleichzeitig war er ab 1654 kurzzeitig Mitglied der Capella musicale an San Petronio, wurde aber nach einer Umstrukturierung durch Kapellmeister Maurizio Cazzati im Dezember 1657 entlassen. 1684 erfolgte seine Aufnahme in die Accademia Filarmonica. In der Zeit von 1687 bis 1698 war er Organist an der Basilika San Giacomo Maggiore.
Seine ab 1687 im Druck erschienenen Sammlungen enthalten ausschließlich Instrumentalmusik, vor allem für Violine und Violoncello. Daneben erschienen zwei Sammlungen mit Versetti  für Orgel (1687 und 1696). Fast einhundert Jahre lang wurde seinen 1687 gedruckten zwölf Ricercari Op. 1 eine wegweisende Bedeutung für die Violoncelloliteratur zugeschrieben und sie galten insbesondere neben den Werken von Domenico Gabrielli als die frühesten Beispielen der Entwicklung eines Solorepertoires für Violoncello. Jedoch fand man am Ende des 20. Jahrhunderts in der Biblioteca Estense in Modena die Handschrift der Ricercate per il violino, welche sich nach kurzer Zeit als Oberstimme der vermeintlichen Violoncello-Solowerke herausstellten, da diese in gleicher Abschrift vorlagen. Eine gedruckte Version dieser Violinenwerke ist nicht überliefert und es bleibt seltsam, dass die Violoncellostimme im Druck als Ricercate sopra il violoncello deklariert wurde. Ungeachtet der Tatsache, dass sich die Frage einiger Violoncellisten, ob einige der Ricercari von der Beschaffenheit her Solowerke sein können, damit geklärt hat, lassen sich andere doch auch sehr gut als Solostück für ein Bassinstrument spielen.

## Werke
- Ricercate sopra il violoncello o clavicembalo… opera prima und Ricercate per il violino (1687)
- Versetti für Orgel, op. 2 (1687)
- Balletti e correnti, gighe e sarabande für Violine und Cembalo oder Violoncello, op. 3 (1687)
- Balletti für zwei Violinen und Cembalo oder Violoncello, op. 4
- Ricercate a violino, e violoncello o clavicembalo, op. 5 (1690)
- Balletti für Violine und Violoncello oder Cembalo, op. 6 (1690)
- Versetti für Orgel, op. 7 (1696)